# Роскошная жизнь (фильм, 1999)
«Роскошная жизнь» (англ. Splendor) — кинофильм Грегга Араки.

## Сюжет
Вероника — самая обычная девушка. Ей чуть больше двадцати лет, и она собирается встречаться сразу с двумя молодыми людьми: с чувственным неудавшимся писателем Абелем и сумасшедшим барабанщиком по имени Зед. Сначала ей всё[что?] кажется маловероятным. Но затем она придумывает, как встречаться с обоими так, чтобы они друг о друге не знали. Затем ей всё же приходится обо всём им рассказать. Абель и Зед знакомятся и после небольшой стычки они решают жить втроём.

## В ролях
| Актёр            | Роль     |
| ---------------- | -------- |
| Кэтлин Робертсон | Вероника |
| Джонатан Шэк     | Абель    |
| Мэтт Кислар      | Зед      |
| Келли Макдональд | Майк     |
| Эрик Мэбиас      | Эрнест   |
| Дэн Гатто        | Матт     |
| Линда Ким        | Элисон   |
| Одри Руттан      |          |
| Натан Бекстон    | официант |
| Эми Стивенс      |          |